# Елси От
Елси От (енгл. Elsie S. Ott; Смитстаун, 5. новембар 1913) је била америчка медицинска сестра, позната је као пионир ваздушне војне евакуације, за шта је награђена од стране Сједињених Америчких Држава 1943.године.

## Биографија
Елси От рођена је и одрасла у Смитстауну, гдје је завршила средњу школу 1933. године, а затим и Медицинску школу болнице Ленокс Хил три године касније. Кроз Медицинску школу, прошла је обуку за рад у неколико болница у Лонг Ајленду и на Флориди. 
У септембру 1941. године Елси От, као медицинска сестра са искуством прикључује се војном корпусу. Распоређена је у јединицу са задацима у Луизијани и Вирџинији. У фебруару 1942. године њена јединица пребачена је у Карачи (данашњи Пакистан). На дуги пут От и њена јединица кренули су бродом. Цијели рат провела је на терену, као члан 803. јединице за ваздушне евакуације Оружаних снага САД-а за шта је 1946. године добила чин поручника. 
Хероина Другог светског рата умрла је 2006. године, без података о тачном датуму и мјесту смрти. 

## Прва ваздушна евакуација
Почетком 1943. године От је одабрана за извршење прве интерконтиненталне ваздушне евакуације. За организацију и припрему авиона Ц-47, за свој и први спасилачки лет са пет тешко болесних војника имала је 24 сата, без икаквих медицинских упутстава или списка потребних лијекова. Једини медицински радник поред ње, био је наредник медицинског особља који је боловао од хроничног артритиса.
Елси От је испунила задатак припреме и 17. јануара 1943. авион је напстио Карачи. Повремено су се заустављали због горива у Саудијској Арабији, Судану и Гани гдје су путници пребачени у други авион са нових 11 пацијената. Из Гане От је летила ка америчком тлу. Због непредвиђеног кашњења на Флориди, авион је у Вашингтон слетио 23. јануара заједно са свим пацијентима који су пребачени у болницу. 
По повратку у отаџбину, От се одлучила за формалну обуку за летаче. Неколико мјесеци касније, вратила се у рат и прикључила јединици у Карачију. Са још 500 медицинских сестара-летача током рата је изводила ваздушне евакуације и спасиле скоро 1,2 милиона рањеника, а око 46 путника није преживјело лет до болнице. Оно што је додатно правило проблем медецинарима јесте што зараћене стране нису имале договор о ненападању спасилачких авиона, па су они били честа мета напада противника. 

### Ваудушна медаља
26. марта 1943. године, Елси От награђена је од стране државе за свој подвиг и постала прва жена добитница "Ваздушне медаље", војног одликовања Оружаних снага САД-а. 

### Записи о путовању
Будући да је била пионир ваздушне војне евакуације, Елси От је била свјесна да ће јој записи о првом путовању бити корисни за организацију наредних. Тако је пажљиво записивала све проблеме са којима се сусретала. Неке од обавезних ствари на њеном списку за наредно путовање били су више завоја, додатни покривачи и кисеоник. 